# Dipartimento del Metauro (1798)
Il dipartimento del Metauro fu un dipartimento della Repubblica Romana, esistito dal 1798 al 1799. Prendeva il nome dal fiume Metauro e aveva per capoluogo Ancona.

## Territorio
Il dipartimento del Metauro insisteva sulla parte più settentrionale delle Marche, esclusi il pesarese e il Montefeltro. Confinava a nord con la Repubblica Cisalpina e il Granducato di Toscana, a ovest con il dipartimento del Trasimeno, a sud con il dipartimento del Musone e a est con il mar Adriatico.

## Storia
Il dipartimento del Metauro si dissolse con il ritorno del governo pontificio nel 1799. Nel 1808, con l'avvento del Regno d'Italia napoleonico, l'articolazione amministrativa fu ricostituita con il medesimo nome ma entro confini parzialmente diversi.

## Suddivisione amministrativa
L'ultimo riparto amministrativo del Metauro, definito il 26 fiorile anno VI, prevedeva la suddivisione del dipartimento in 3 distretti e 15 cantoni.
| Dipartimento | Capoluogo | Distretto  | Cantoni                                                       |
| ------------ | --------- | ---------- | ------------------------------------------------------------- |
| Metauro      | Ancona    | Ancona     | Ancona urbano, Ancona rurale, Jesi, Montalboddo, Montecarotto |
| Metauro      | Ancona    | Sinigaglia | Corinaldo, Fano, Mombaroccio, Pergola, Sinigaglia             |
| Metauro      | Ancona    | Urbino     | Cagli, Fossombrone, Sant'Angelo in Vado, Urbania, Urbino      |